# Ла-Шапель-Ивон
Ла-Шапе́ль-Иво́н (фр. La Chapelle-Yvon) — коммуна во Франции, находится в регионе Нижняя Нормандия. Департамент коммуны — Кальвадос. Входит в состав кантона Орбек. Округ коммуны — Лизьё.
Код INSEE коммуны — 14154.

## Население
Население коммуны на 2010 год составляло 537 человек.
| 1962 | 1968 | 1975 | 1982 | 1990 | 1999 | 2010 |
| ---- | ---- | ---- | ---- | ---- | ---- | ---- |
| 448  | 440  | 384  | 437  | 525  | 499  | 537  |

## Экономика
В 2010 году среди 348 человек трудоспособного возраста (15—64 лет) 253 были экономически активными, 95 — неактивными (показатель активности — 72,7 %, в 1999 году было 67,4 %). Из 253 активных жителей работали 225 человек (123 мужчины и 102 женщины), безработных было 28 (13 мужчин и 15 женщин). Среди 95 неактивных 19 человек были учениками или студентами, 50 — пенсионерами, 26 были неактивными по другим причинам.